# Argo-Hytos
Die Argo-Hytos Group AG – mit Unternehmenssitz in Baar in der Schweiz – produziert und entwickelt Komponenten und Systeme für die Hydraulikbranche / Fluidtechnik.

## Geschichte
Die heutige Argo-Hytos-Gruppe hat ihren Ursprung in dem früheren Unternehmen Argo GmbH für Feinmechanik. Diese wurde am 7. Juli 1947 auf Wunsch Herbert Kienzles, dem geschäftsführenden Gesellschafter der Kienzle Apparate, in Stuttgart gegründet und hatte sich aus der früheren Stuttgarter Vertriebsgesellschaft für Kienzle-Taxameter entwickelt. Argo war anfangs nur ein Markenname der Vorgängerfirma Kienzle Apparate zur Herstellung von Taxametern, der auf die griechische Sage von Jason und seinem sagenhaften schnellen Schiff verweist.
Ein selbständiges Fertigungsprogramms von Magnet- und Siebfiltern wurde entwickelt; 1952 erhielt Argo ein Patent für Magnetfilter. Das Produktportfolio wurde auf Hydraulikfilter für die Mobil- und Industriehydraulik ausgeweitet, die in einer ehemaligen Zigarrenfabrik im badischen Menzingen produziert wurden. 1965 wurde auch der Verwaltungssitz nach Kraichtal verlegt.
Das Unternehmen expandierte international: Anfang der 1980er Jahre wurde die erste eigene Vertriebsgesellschaft im Ausland in Frankreich gegründet, es folgten Gesellschaften in den Niederlanden, Großbritannien, den USA, Schweden, Hong Kong, Italien, Polen, China, der Türkei und Brasilien.

## Entwicklung
1990 übernahm Christian H. Kienzle die Position des geschäftsführenden Gesellschafters und führte die ARGO-HYTOS Gruppe bis 2021. Am 1. Juli 2021 übernahm Erich Hofer die Stelle des CEO der ARGO-HYTOS Group AG. Im Juli 2024 übernimmt Dr. Marcus Fischer, zu diesem Zeitpunkt bereits in unterschiedlichen Führungspositionen im Unternehmen tätig, die Stelle des CEO.
1993 wurde die Argo GmbH für Feinmechanik umfirmiert in ARGO GmbH für Fluidtechnik. Im gleichen Jahr erwarb Argo Anteile an dem tschechischen Hydraulikhersteller Hytos, der zu diesem Zeitpunkt seit über 50 Jahren Komponenten für die Steuerungs- und Regelungstechnik entwickelte und produzierte.
Seit 2003 firmieren die Unternehmen unter dem Namen Argo-Hytos.
Ab August 2022 werden Mehrheitsanteile der ARGO-HYTOS Gruppe durch die Voith Group mit Sitz in Heidenheim übernommen. ARGO-HYTOS wird in den Konzernbereich Voith Turbo integriert und führt den Off-Highway Bereich an.

## Standorte
Die Argo-Hytos-Gruppe agiert global mit zahlreichen Vertriebsgesellschaften weltweit und zahlreichen internationalen Vertriebspartnerschaften. Die Gruppe hat ihren Firmensitz in der Schweiz und beschäftigt insgesamt über 1000 Mitarbeiter.
Argo-Hytos unterhält Standorte mit Produktionswerken in
- Kraichtal (Deutschland)
- Vrchlabí (Tschechische Republik)
- Coimbatore (Indien)
- Yangzhou (China)[7]
- Zator (Polen)
- Bowling Green, Ohio (USA)
- Jundiaí (Brasilien)

## Portfolio & Kunden
Zum Portfolio von Argo-Hytos gehören Systeme und Komponenten im Bereich mobiler Arbeitsmaschinen und im allgemeinen Maschinenbau. dazu zählen neben komplexen Systemlösungen Hydraulikfilter und Filterelemente, Komponenten für die Steuer- und Regelungstechnik, Fluid Management Systeme und Sensor-  und Messtechnik. Zu den Kunden von Argo-Hytos zählen unter anderem Hersteller von Landtechnik, Fertigungs- und Werkzeugmaschinen, Baumaschinen, Kommunaltechnik und Energieerzeugung.